# Westinghouse J30
Westinghouse J30, původně známý jako Westinghouse 19XB, byl proudový motor vyvinutý divizí Westinghouse Aviation Gas Corporation (Westinghouse Electric Corporation). Šlo o první americký proudový motor, který kdy běžel a druhý proudový motor s axiálním kompresorem mimo Německo.
Jednoduchá a robustní konstrukce s šestistupňovým kompresorem, prstencovou spalovací komorou a jednostupňovou turbínou zpočátku poskytla tah 1 200 liber, ale ve výrobních verzích se zlepšila na 1 600 liber. Jeho první let proběhl na letounu FG Corsair v lednu 1944. Později z něj byla vyvinuta menší verze J32 a zvětšená úspěšná varianta J34 o tahu 3 000 liber.

## Varianty
- 19A
- 19B
- XJ30-WE-8
- J30-WE-20

## Použití
- Convair XF-92
- McDonnell FH Phantom
- Northrop XP-79
- Northrop X-4 Bantam

## Specifikace (Westinghouse 19A)
Data

### Technické údaje
- Typ: proudový motor
- Délka: 2 540 mm, 19B 2 654,3 mm
- Průměr: 482,6 mm
- Hmotnost:  376,5 kg, 19B 367 kg

### Součásti motoru
- Kompresor: jedenáctistupňový axiální
- Spalovací komora: prstencový typ
- Turbína: jednostupňová axiální

### Výkony
- Maximální tah: 1 360 lbf (6,05 kN) při 18 000 ot/min na úrovni moře, 19B 1 400 lbf (6,23 kN) při 18 000 ot/min na úrovni moře
- Celkový poměr stlačení: 3:1
- Průtok/hltnost vzduchu: 26,5 lb (12,02 kg) /s při 17 000 ot/min, 19B 30 lb (13,61 kg) /s při 18 000 ot/min
- Teplota plynů před turbínou: 816 °C
- Měrná spotřeba paliva: 1,35 lb/(lbf hr) (137,6 kg/(kN h)), 19B 1,28 lb/(lbf hr) (130.48 kg/(kN h))
- Poměr tah/hmotnost: 1,639 lbf/lb (0,016 kN/kg), 19B 1,724 lbf/lb (0,0169 kN/kg)